# Петровское (Кореневский район)
Петровское — деревня в Кореневском районе Курской области. Входит в состав Шептуховского сельсовета.

## География
Деревня находится на реке Крепна (приток Сейма), в 77 км к юго-западу от Курска, в 20,5 км к северо-востоку от районного центра — посёлка городского типа Коренево, в 7,5 км от центра сельсовета — села Шептуховка.
Климат
Петровское, как и весь район, расположено в поясе умеренно континентального климата с тёплым летом и относительно тёплой зимой (Dfb в классификации Кёппена).

## Население
| 2002 | 2010 |
| ---- | ---- |
| 33   | ↘21  |

## Инфраструктура
Личное подсобное хозяйство. В деревне 40 домов.

## Транспорт
Петровское находится в 18 км от автодороги регионального значения 38К-030 (Рыльск — Коренево — Суджа), в 7,5 км от автодороги 38К-024 (Льгов — Суджа), в 11 км от автодороги межмуниципального значения 38Н-563 (38К-030 — Журавли подъездом к с. Ольговка), в 5,5 км от автодороги 38Н-564 (38К-030 — Каучук — 38К-024), в 2 км от автодороги 38Н-727 (Шептуховка — Сафоновка — Общий Колодезь с подъездом к с. Скрылёвка), в 3,5 км от ближайшего ж/д остановочного пункта 378 км (линия 322 км — Льгов I).
В 140 км от аэропорта имени В. Г. Шухова (недалеко от Белгорода).